# 朱修之
朱 修之（朱 脩之、しゅ しゅうし、生年不詳 - 大明8年2月2日（464年2月24日））は、南朝宋の軍人・政治家。字は恭祖。本貫は義興郡平氏県。

## 経歴
朱諶の子として生まれた。揚州主簿から司徒従事中郎に転じた。元嘉7年（430年）、到彦之の北伐に従軍した。到彦之が河南から撤退すると、修之は滑台にとどまって孤立し、北魏軍の包囲を受けた。数カ月を耐えたが、食糧が尽きて滑台城は陥落し、修之は北魏の捕虜となった。太武帝は修之の守節を賞賛して、侍中とし、宗室の娘を妻に与えた。
元嘉9年（432年）、太武帝が北燕を攻撃すると、修之は同じく宋の降人の邢懐明とともに北燕に逃亡した。北燕の馮弘には礼遇されず、宋の使者が北燕にやってきたのを機会に、海路を取って帰国した。建康に帰還すると、黄門侍郎に任じられ、江夏内史をつとめた。元嘉19年（442年）、雍州刺史の劉道産が死去し、雍州の少数民族の反抗が活発となると、修之は征西司馬としてかれらを攻撃したが、敗北した。
元嘉30年（453年）、劉劭を討つべく武陵王劉駿（孝武帝）が起兵すると、修之はこれに呼応して軍を発し、5月に東府を落とした。6月、寧蛮校尉・雍州刺史に任じられた。修之の雍州統治は寛容簡素で知られた。孝建元年（454年）2月、南郡王劉義宣が反乱を起こすと、修之のもとにも挙兵を求める檄が届いたが、修之はこれに同心せず、孝武帝のもとに使者を送って忠誠を誓った。4月、修之は荊州刺史に任じられた。劉義宣の任じた雍州刺史の魯秀が襄陽を攻撃するべくやってくると、修之が馬鞍山の道を遮断したため、魯秀は前進をはばまれて撤退した。劉義宣が梁山で敗北し、孤舟で南に逃走すると、修之は兵を率いて残党を掃討しつつ南進した。竺超民が劉義宣を捕らえると、修之が劉義宣を殺害した。功績により南昌県侯に封じられた。
大明4年（460年）、鎮軍将軍の号を受けた。大明6年（462年）、建康に召還されて、左民尚書・領軍将軍となった。修之は清廉につとめて一切の贈与を受けず、荊州から離任するにあたっては、州で使用した燃油や牛馬穀草の代金を私銭16万で補償した。大明7年（463年）、修之は車から落ちて脚を折ったため、尚書の職を辞し、崇憲太僕を兼ね、そのまま特進・金紫光禄大夫の位を加えられた。
大明8年2月辛丑（464年2月24日）、死去した。侍中の位を追贈された。諡は貞侯といった。

## 伝記資料
- 『魏書』巻43 列伝第31
- 『宋書』巻76 列伝第36
- 『北史』巻27 列伝第15
- 『南史』巻16 列伝第6